# Бібліографія Володимира Винниченка

## Художня творчість

### Коротка проза
- Сила і краса (пізніше — Краса і сила) (1902)
- Біля машини (1902)
- Антрепреньор Гаркун-Задунайський (1903)
- Боротьба (1903)
- Народний діяч (1903)
- Роботи! (1903)
- "Салдатики" (1903)
- Суд (1903)
- Заручини (1904)
- Контрасти (1904)
- Мнімий господін (1905)
- Моє останнє слово (пізніше — Дрібниця) (1906)
- На пристані (1906)
- Раб краси (1906)
- Темна сила (1906)
- Честь (1906)
- Дим (1907)
- Момент (1907)
- Рабині справжнього (1907)
- Малорос-європєєць (1907)
- Глум (1908)
- Уміркований та щирий (1908)
- Записна книжка (1909)
- Зіна (1909)
- Кумедія з Костем (1909)
- Купля (1909)
- Щось більше за нас (1909)
- Таємна пригода (1910)
- Тайна (1910)
- Біля машини (1912)
- Історія Яхимового будинку (1912)
- Маленька рисочка (1912)
- Промінь сонця (1912)
- Таємність (1912)
- Чекання (1912)
- Федько-халамидник (1912)
- Олаф-Стефензон (1913)
- Переможець (1913)
- Талісман (1913)
- Терень (1913)
- Босяк (1914)
- Кузь та Грицунь (1914)
- На пристані (1914)
- Радість (1914)
- Баришенька (1916)
- Хома Прядка (1916)
- Голод (1917)
- Ланцюг (1917)
- Сліпий (1917)
- Бабусин подарунок (1923)
- На лоні природи (1926)
- В графському маєтку (1926)

### Романи й повісті
- Голота (1905)
- Чесність з собою (1911)
- Рівновага (1912)
- По-свій! (1913)
- Божки (1914)
- Заповіт батьків (1914)
- Хочу! (1915)
- Записки кирпатого Мефістофеля (1917)
- На той бік (повість) (1923)
- Поклади золота (1927)
- Сонячна машина (1928)
- Нова заповідь (1932)
- Вічний імператив (1935)
- Лепрозорій (1938)
- Слово за тобою, Сталіне! (1932)

### Драматургія
- Дисгармонія (1906)
- Щаблі життя (1907)
- Великий молох (1907)
- Memento (1909)
- Чужі люди (1909)
- Брехня (1910)
- Базар (1910)
- Дорогу красі (1910)
- Співочі товариства (1911)
- Чорна Пантера і Білий Медвідь (1911)
- Дочка жандарма (1912)
- Натусь (1912)
- Молода кров (1913)
- Пригвождені (1915)
- Панна Мара (1918)
- Між двох сил (1918)
- Гріх (1919)
- Закон (1923)
- Великий секрет (1928)
- Над (1923)
- Пророк (1929)
- Пісня Ізраїля (1930)

## Публіцистика та спогади
- О морали господствующих и угнетенных (рос.) (1911)[1]
- Політичні листи (1920)  [Архівовано 28 жовтня 2021 у Wayback Machine.]
- Відродження нації (1920)
- Розлад і погодження (1948)
- Конкордизм (1940-ві; 2011)

## Щоденники й епістолярій
- Володимир Винниченко. Щоденник. Том 1 (1911-1920) / редакція, вступна стаття, примітки Григорій Костюк. — Едмонтон-Нью-Йорк : КІУС, 1980. — 500 с.
- Володимир Винниченко. Щоденник. Том 2 (1921-1925) / редакція Григорій Костюк, упорядкування і примітки Олександр Мотиль. — Едмонтон-Нью-Йорк : КІУС, 1983. — 700 с.
- Володимир Винниченко. Щоденник. Том 3 (1926-1928) / редакція Григорій Костюк, упорядкування і примітки Олександр Мотиль. — Київ-Едмонтон-Нью-Йорк : Смолоскип, 2010. — 624 с. — ISBN 978-966-2164-11-4.
- Володимир Винниченко. Щоденник. Том 4 (1929-1931) / редакція Григорій Костюк, упорядкування і примітки Олександр Мотиль. — Київ-Едмонтон-Нью-Йорк : Смолоскип, 2012. — 344 с. — ISBN 978-966-2164-67-1.
- Володимир Винниченко. Щоденник. Том 5 (1932-1936) / упорядкування і примітки Ольга Матвеєва. — Київ-Едмонтон-Нью-Йорк : Смолоскип, 2020. — 596 с. — ISBN 978–617–7622–13–9.

## Окремі видання

### Прижиттєві першодруки
- Дисгармонія: драматичні картини на 4 дії. – Київ: Вік, 1907. – 196 с.

### Найважливіше вибране
- Вибрані п'єси [Архівовано 12 листопада 2021 у Wayback Machine.] / Упор. М. Жулинський, В. Бурбела. — К.: Мистецтво, 1991. — 605 с.[2]

## Зібрання творів

#### Зібрання у 10 книгах (1906-1916)
Перші дві книги вийшли у видавництві "Вік", а всі інші — у видавництві "Дзвін".
- Твори, кн. 1. Винниченко В. Краса і сила та інші оповідання. — Київ: "Вік", 1906. — 412 с. [Архівовано 26 вересня 2020 у Wayback Machine.]

до видання увійшли: "Краса і сила", "Заручини", "Голота", "Біля машини", "Контрасти", "Антрепрентьор Гаркун-Задунайський", "Мнімий господін".
- Твори, кн. 2. Дрібні оповідання. — Київ: "Вік", 1907. — 204 c.
- Твори, кн. 3. Третя книжка оповіданнів. — Київ, "Дзвін", 1910. — 178 с.
- Твори, кн. 4. — Київ, "Дзвін", 1911. — 167 с.
- Твори, кн. 5. — Київ, "Дзвін", 1913. — 194 с.
- Твори, кн. 6. Рівновага. Переклад з російської Н. Романович. — Київ, "Дзвін", 1913. — 258 с.
- Твори, кн. 7. По-свій! (роман). — Москва, "Дзвін", 1916. — 215 с.

за словами упоряднка анотованої бібліографії творів Володимира Винниченка [Архівовано 1 грудня 2020 у Wayback Machine.], про восьму книжку вибраних творів нічого не відомо (с. 27)
- Твори, кн. 9. — Москва, "Дзвін", 1915. — 199 с.
- Твори, кн. 10. Хочу! (роман). — Москва, "Дзвін", 1916. — 215 с.

#### Зібрання у 11 томах (1919)
- Винниченко В. Твори. Т. 4 / В. Винниченко. — 2-ге вид. — Київ ; Відень: З друк. А. Гольцгавзена у Відні, 1919. — 216, 1 с. [Архівовано 9 серпня 2020 у Wayback Machine.]
- Винниченко В. Твори. Т. 6 / В. Винниченко. — 2-ге вид. — Київ ; Відень: З друк. А. Гольцгавзена у Відні, 1919. — 274 с. [Архівовано 22 вересня 2020 у Wayback Machine.]
- Винниченко В. Твори. Т. 7 / В. Винниченко. — 2-ге вид. — Київ ; Відень: Друк Христофа Райсера Синів, 1919. — 208 с. [Архівовано 21 вересня 2020 у Wayback Machine.]
- Винниченко В. Твори. Т. 8 / В. Винниченко. — 2-ге вид. — Київ ; Відень: Друк Христофа Райсера Синів, 1919. — 356 с. [Архівовано 1 жовтня 2020 у Wayback Machine.]

#### Зібрання у 21 томах (1924-1926)
- Винниченко В. Твори. Т. 1, кн. 1 : Оповідання / В. Винниченко; до друку зібрав Т. Черкаський. — Київ: Книгоспілка, 1926. — 224 с. [Архівовано 24 вересня 2020 у Wayback Machine.]
- Винниченко В. Твори. Т. 11 : Драматичні твори / В. Винниченко; до друку зібрав Т. Черкаський. — Київ: Книгоспілка, 1926. — 192 с. [Архівовано 22 вересня 2020 у Wayback Machine.]Вид. 2-ге. — Київ: Книгоспілка, 1929. — 192 с. [Архівовано 20 вересня 2020 у Wayback Machine.]
- Винниченко В. Твори. Т. 12 : Драматичні твори / В. Винниченко. — 3-тє вид. — Київ: Рух: Книгоспілка, 1930. — 180 с. [Архівовано 26 вересня 2020 у Wayback Machine.]
- Винниченко В. Твори. Т. 13 : Драматичні твори / В. Винниченко. — 2-ге вид. — Київ: Книгоспілка: Рух, 1930. — 202 с. [Архівовано 14 серпня 2020 у Wayback Machine.]
- Винниченко В. Твори. Т. 14 : Драматичні твори / В. Винниченко. — 3-тє вид. — Київ: Книгоспілка: Рух, 1930. — 175 с. [Архівовано 5 серпня 2020 у Wayback Machine.]
- Винниченко В. Твори. Т. 15 : Драматичні твори / В. Винниченко ; до друку зібрав Т. Черкаський. — Київ: Книгоспілка, 1926. — 263 с. [Архівовано 26 вересня 2020 у Wayback Machine.] 3-тє вид. — Київ: Книгоспілка, 1930. — 263 с. [Архівовано 1 жовтня 2020 у Wayback Machine.]
- Винниченко В. Твори. Т. 16 : Чесність з собою: роман / В. Винниченко ; до друку зібрав Т. Черкаський. — Київ: Рух, 1926. — 270 с. [Архівовано 22 вересня 2020 у Wayback Machine.]
- Винниченко В. Твори Т. 21 : Записки Кирпатого Мефістофеля: роман / В. Винниченко. — Вид. 3-тє. — Київ: Книгоспілка, 1929. — 287 с. [Архівовано 15 серпня 2020 у Wayback Machine.]

#### Зібрання у 24 томах (1927-1928)
- Винниченко В. Твори. Т. 1 : Оповідання / В. Винниченко. — 3-тє вид. — Київ: Книгоспілка, 1930. — 403 с. [Архівовано 24 вересня 2020 у Wayback Machine.]
- Винниченко В. Твори. Т. 2 : Оповідання / В. Винниченко. — 3-тє вид. — Київ: Рух, 1930. — 192 с. [Архівовано 13 серпня 2020 у Wayback Machine.] Вид. 2-ге. — Київ: Рух, 1929. — 192 с. [Архівовано 26 вересня 2020 у Wayback Machine.]
- Винниченко В. Твори. Т. 3 : Оповідання / В. Винниченко. — 2-ге вид. — Київ: Рух, 1929. — 190 с. [Архівовано 22 вересня 2020 у Wayback Machine.]
- Винниченко В. Твори. Т. 4 : Оповідання / В. Винниченко. — 2-ге вид. — Київ: Рух, 1929. — 195 с. [Архівовано 26 вересня 2020 у Wayback Machine.] Київ: Рух, 1927. — 207 с. [Архівовано 24 вересня 2020 у Wayback Machine.]
- Винниченко В. Твори. Т. 6 : Оповідання / В. Винниченко. — 2-ге вид. — Київ: Рух, 1929. — 244 с. [Архівовано 25 вересня 2020 у Wayback Machine.]
- Винниченко В. Твори. Т. 7 : Оповідання / В. Винниченко. — 3-тє вид. — Київ: Рух, 1930. — 276 с. [Архівовано 26 вересня 2020 у Wayback Machine.]
- Винниченко В. Твори. Т. 8 : Оповідання / В. Винниченко. — 3-тє вид. — Київ: Рух, 1930. — 230 с. [Архівовано 22 вересня 2020 у Wayback Machine.] * Київ: Рух, 1928. — 287 с. [Архівовано 26 вересня 2020 у Wayback Machine.]
- Винниченко В. Твори. Т. 9 : Драматичні твори / В. Винниченко. — 2-ге вид. — Київ: Рух, 1929. — 192 с. [Архівовано 21 вересня 2020 у Wayback Machine.]
- Винниченко В. Твори. Т. 10 : Драматичні твори / В. Винниченко. — 2-ге вид. — Київ: Рух, 1929. — 202 с. [Архівовано 26 вересня 2020 у Wayback Machine.]
- Винниченко В. Твори. Т. 11 : Драматичні твори / В. Винниченко. — 2-ге вид. — Київ: Рух, 1929. — 192 с. [Архівовано 8 серпня 2020 у Wayback Machine.]
- Винниченко В. Твори. Т. 14 : Драматичні твори / В. Винниченко ; до друку зібрав Т. Черкаський. — Київ: Рух, 1927. — 175 с. [Архівовано 26 вересня 2020 у Wayback Machine.]
- Винниченко В. Твори. Т. 15 : Драматичні твори / В. Винниченко. — 2-ге вид. — Київ: Рух, 1929. — 263 с. [Архівовано 25 вересня 2020 у Wayback Machine.]
- Винниченко В. Твори. Т. 16 : Чесність з собою: роман / В. Винниченко. — 2-ге вид. — Київ: Рух, 1928. — 240 с. [Архівовано 21 вересня 2020 у Wayback Machine.]
- Винниченко В. Твори. Т. 17 : Рівновага: роман з життя емігрантів / В. Винниченко. — 2-ге вид. — Київ: Рух, 1929. — 264 с. [Архівовано 19 вересня 2020 у Wayback Machine.]3-тє вид. — Київ: Рух, 1930. — 267 с. [Архівовано 19 вересня 2020 у Wayback Machine.]
- Винниченко В. Твори. Т. 18 : «По-свій»: роман / В. Винниченко. — 3-тє вид. — Київ: Рух, 1931. — 195 с. [Архівовано 26 вересня 2020 у Wayback Machine.] Вид. 2-ге. — Київ: Рух, 1929. — 192 с. [Архівовано 14 серпня 2020 у Wayback Machine.] Київ: Рух, 1927. — 210 с. [Архівовано 24 вересня 2020 у Wayback Machine.]
- Винниченко В. Твори. Т. 19 : Божки: роман / В. Винниченко. — 2-ге вид. — Київ: Рух, 1929. — 339 с. [Архівовано 20 вересня 2020 у Wayback Machine.]
- Винниченко В. Твори. Т. 20 : Хочу! : роман / В. Винниченко. — 2-ге вид. — Київ: Рух, 19–?. — 279 с. [Архівовано 22 вересня 2020 у Wayback Machine.] Київ: Рух, 1928. — 306 с. [Архівовано 12 серпня 2020 у Wayback Machine.]
- Винниченко В. Твори. Т. 21 : Записки Кирпатого Мефістофеля / В. Винниченко. — 2-ге вид. — Київ: Рух, 1928. — 288 с. [Архівовано 13 серпня 2020 у Wayback Machine.]
- Винниченко В. Твори. Т. 22 : Заповіт батьків: роман / В. Винниченко. — 2-ге вид. — Київ: Рух, 19–?. — 201 с. [Архівовано 8 серпня 2020 у Wayback Machine.]
- Винниченко В. Твори. Т. 23, ч. 2 : Сонячна машина / В. Винниченко. — Київ: Рух, 1928. — 235 с. [Архівовано 8 серпня 2020 у Wayback Machine.]